# Хочске-Врхи
Хочске-Врхи (словац. Chočské vrchy) — горный массив в центральной Словакии, часть Фатранско-Татранской области. Наивысшая точка — гора Большой Хоч (словац. Veľký Choč), 1608 м. Массив растянулся полосой в длину около 18 км и в ширину от 4 до 8 км. С востока граничит с Квачанской долиной, на севере с Оравским предгорьем. На западе упирается в массив Шипска-Фатра.